# Tibor Zsíros
Tibor Zsíros, né le 8 juin 1930, à Budapest, en Hongrie et décédé le 13 février 2013, à Budapest, est un ancien joueur et entraîneur hongrois de basket-ball.

## Palmarès
- Finaliste du championnat d'Europe 1953
- Champion d'Europe 1955